# Pierre de foudre
Pierre de tonnerre, céraunie

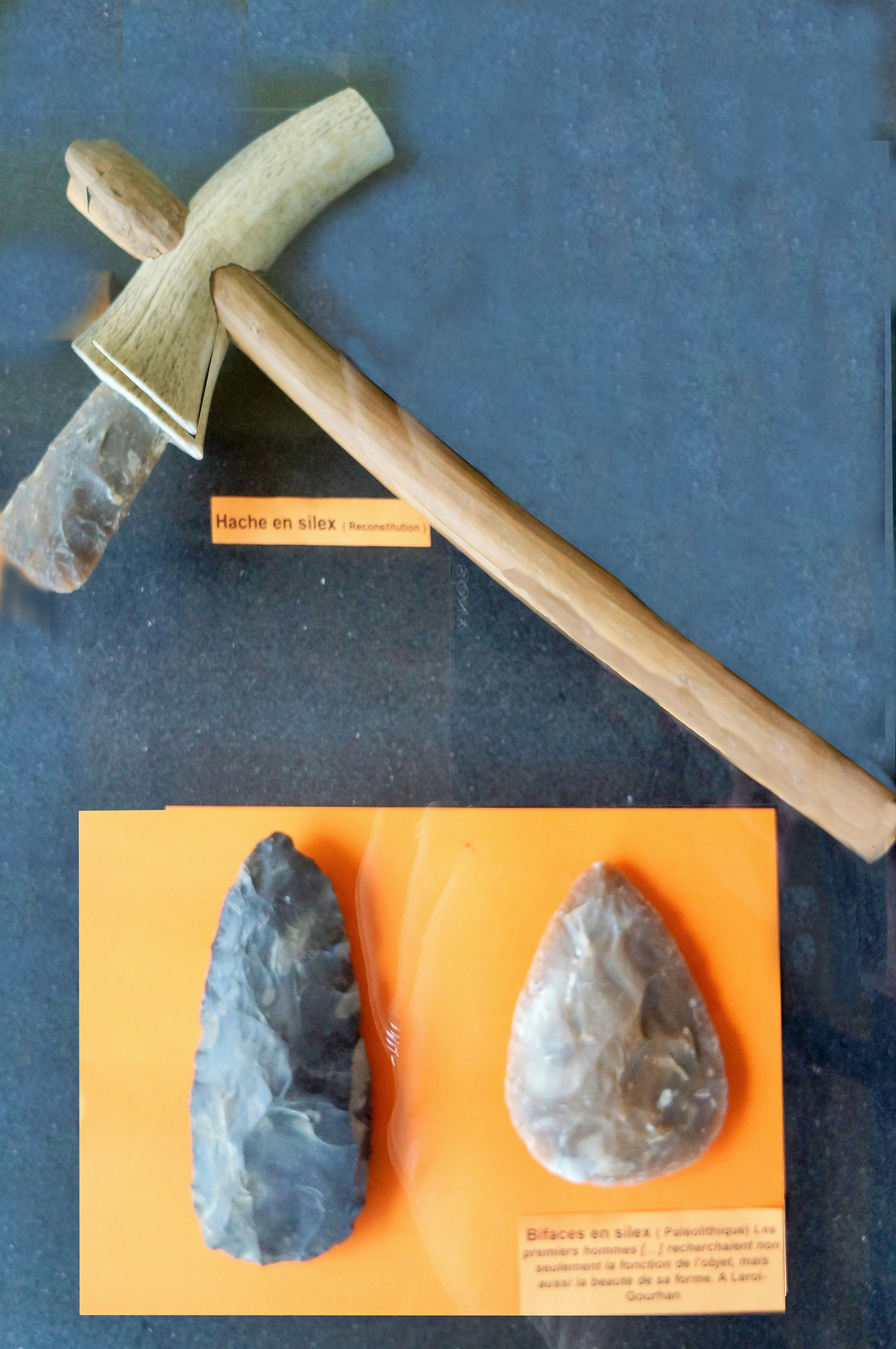
Haches préhistoriques (bifaces du Paléolithique et hache polie du Néolithique), du type de celles que les hommes ont cru tombées du ciel avec la foudre.

En géomythologie et ethnopaléontologie, les pierres de foudre ou pierres de tonnerre, aussi appelées céraunies (du latin cerauniae), sont des pierres de forme ou d'aspect singulier, que la tradition a longtemps considérées comme des objets tombés du ciel lors d'un orage, ou comme des objets en métal (coin, hache, marteau…) transformés en pierre dans le sol sous l'action de temps ou de la foudre. Il peut s'agir de pierres naturelles ou d'artéfacts, découverts au hasard d'un labour ou dégagés par les eaux de ruissellement (donc plus abondantes après l'orage et la foudre).
Ces pierres dont on n'expliquait pas l'origine donnaient lieu à des cultes et à de nombreuses superstitions, notamment la croyance magico-religieuse en la protection par ces pierres (pratiques apotropaïques). Le théologien Du Hamel, dans son Traité des météores et des fossiles en 1660, théorise un esprit lapidifique qui métamorphose les objets métalliques en pierre. À partir du XVIIIe siècle, les antiquaires rompent avec cette conception et commencent à attribuer ces vestiges aux populations qui habitaient la région où elles sont découvertes, avant les Romains,.

## Éléments historiques
Dans l'Antiquité romaine, les pierres de foudre ou pierres de tonnerre (cerauniae) pouvaient être, d'après leurs descriptions, des objets préhistoriques, des fossiles (notamment des rostres de bélemnites) ou des gemmes, voire de simples pierres d'aspect particulier.
En Europe de l'Ouest les pierres de foudre (ou de tonnerre), appelées céraunies dans la littérature savante jusqu'au XVIIIe siècle, constamment attribuées à l'action de la foudre ou à une chute avec la foudre bien que cette origine ait été contestée dès le XVIe siècle, sont généralement des artéfacts préhistoriques, le plus souvent des pointes de flèches ou des lames de haches polies. Ce sont parfois des pierres de forme ou de couleur remarquable, notamment en Champagne des boules de marcassite,.
Des vertus apotropaïques leur étaient attribuées, d'où leur utilisation pour éloigner la foudre comme amulette ou comme protection des bâtiments
Antoine de Jussieu fait une communication en 1723 dans laquelle il opère un rapprochement entre des pierres ramenées des Caraïbes et du Canada et celles qu'on appelle en Europe « pierres de foudre » et conclut : « Les peuples de France et d'Allemagne, et des autres pays du Nord, pour ce qui est de la découverte du fer, sont assez semblables à tous les Sauvages d'aujourd'hui et n'avaient pas moins besoin qu'eux, avant l'usage du fer, de couper du bois, de séparer des écorces, de fendre des branches, de tuer des bêtes sauvages, de chasser pour leur nourriture, et de se défendre de leurs ennemis, ce qu'ils ne pouvaient guère exécuter qu'avec de tels instruments, qui n'étant pas comme le fer sujets à la rouille, se retrouvent aujourd'hui dans la terre en leur entier et presque avec leur premier poli. ».
Au Viêt Nam les pierres de foudre, censées se former spontanément (ou remonter du sol) trois mois et dix jours après un impact de foudre, sont des silex taillés ou bien des objets en cuivre ou en bronze. Ils sont réputés protéger efficacement de la foudre ou de ses effets funestes. Des pierres de foudre sont également mentionnées en Chine et au Japon.
Aujourd'hui, les revendeurs de roches et de minéraux et les géologues amateurs appellent souvent pierres de foudre les fulgurites, des morceaux allongés (souvent tubulaires) de silice amorphe, qui sont effectivement formées par la foudre au point d'impact, dans un sol sableux.